# Ретеша
Ретеша — река в России, протекает по Бокситогорскому и Тихвинскому районам Ленинградской области.
Исток — в Бокситогорском районе, южнее урочища Могильское. Течёт на север, пересекает границу с Тихвинским районом, после поворачивает на северо-запад и в 18 км от устья принимает правый приток — Остречку. Протекает через деревню Верховье и в деревне Никульское сливается с Тутокой, образуя Явосьму — приток Паши.
Длина реки составляет 27 км, площадь водосборного бассейна — 219 км².

## Данные водного реестра
По данным государственного водного реестра России относится к Балтийскому бассейновому округу, водохозяйственный участок реки — Свирь, речной подбассейн реки — Свирь (включая реки бассейна Онежского озера). Относится к речному бассейну реки Нева (включая бассейны рек Онежского и Ладожского озера).
Код объекта в государственном водном реестре — 01040100812102000013475.